# Mizuho Sakaguchi
Mizuho Sakaguchi (阪口夢穂, Sakaguchi Mizuho, nascida em 15 de outubro de 1987, em Kita-ku) é uma futebolista japonesa que atua como meia. Atualmente joga pela NTV Beleza.

## Carreira
Sekiguchi fez parte do elenco da Seleção Japonesa de Futebol Feminino, nas Olimpíadas de 2008 e 2012. E nos mundiais de 2011 e 2015.

## Títulos
Japão
- Mundial: 2011